# ルイ・フレスティエ
ルイ・フレスティエ（Louis Fourestier, 1892年3月31日 - 1976年9月30日）は、フランス出身のオーケストラの指揮者、作曲家。
モンペリエの生まれ。
生地の音楽院でチェロを学び、パリ音楽院でアンドレ・ジェダルジュ、アレクサンドル・ギルマン、クサヴィエ・ルルー、ポール・デュカス、ヴァンサン・ダンディらに師事。
1924年に発表した《パトリア》でロッシーニ賞を獲得し、さらに1925年に発表した《アドニスの死》でローマ大賞を受賞した。また、1927年に書いた交響詩《ポリニケス》はウジェル賞を得た。1927年からオペラ＝コミック座のチェロ奏者として働いていたが、1928年にはパリ交響楽団の指揮者陣に加わり、マルセイユやボルドーでも指揮活動を行った。1938年からパリ・オペラ座の首席指揮者を務め、1946年から翌年にかけてニューヨークのメトロポリタン歌劇場の指揮者を務めた。
1946年から1963年までパリ音楽院で指揮法を教え、教え子にはピエール＝ミシェル・ル・コント、ルイ・ド・フロマン、ダニエル・シャブルン、ロジェ・ブトリーらがいる。
1963年からはニースで指揮法の夏期講習を開いていた。
ブローニュ＝ビヤンクールで死去。